# Cimmèricon

Mapa d'antigues colònies gregues situades al Mar Negre.

Cimmèricon o Cimmèrion (en grec antic: Κιμμερικόν o Κιμμέριόν) fou una ciutat grega de la Tàurida situada vora el Bòsfor Cimmeri, a la costa del Pont Euxí. Era situada a la muntanya d'Opuk, a la part sud-oriental de la península de Kertx. Fou fundada per colons jonis (procedents de Milet o de les colònies milèsies del voltant) cap al 500 aC, just abans de la Revolta Jònica el 494 aC. Fou destruïda per un sisme el segle iv aC, i en romangué poc més que una fortificació, destruïda el segle vi dC i no reconstruïda a la reincorporació a l'Imperi Romà d'Orient en temps de Justinià el Gran.
La ciutat és coneguda per Plini el Vell i Estrabó. Aquest darrer la descriu en una península on es tancava l'istme de la llacuna Meòtida (l'actual Mar d'Azov), i diu que tenia un dic. Afegeix que portava aquest nom pel gran poder que tenien els cimmeris a tota la regió del Bòsfor. Estrabó també parla d'un petit poblet anomenat Cimmèrica situat a 120 estadis de Cimmèricon.